# Gyele
Gyele (auch Babinga, Bagiele, Bagyele, Bajele, Bajeli, Bako, Bakola, Bakuele, Bekoe, Bogyel, Bogyeli, Bondjiel, Giele, Gieli, Gyeli und Likoya) ist eine Bantusprache und wird von circa 4280 Menschen in Kamerun und in Äquatorialguinea gesprochen. 
Sie ist in Kamerun im Département Océan in der Region Sud mit circa 4250 Sprechern und in Äquatorialguinea im nordwestlichen Küstengebiet mit circa 30 Sprechern (Stand 1998) verbreitet. 

## Klassifikation
Gyele ist eine Nordwest-Bantusprache und gehört zur Makaa-Njem-Gruppe, die als Guthrie-Zone A80 klassifiziert wird. 

## Morphologie
Gyeli weist 9 Nominalklassen auf, wobei nicht alle Felder des Paradigmas gefüllt sind. Dennoch weisen die Singulare meist eine ungerade Nummer auf, während Plurale meist eine gerade Nummer aufweisen. Es bilden sich jeweils die Kongruenzpaare 1 und 2, 3 und 4, 5 und 6, 7 und 8, sowie 9 und 6.
| Singular-Klasse | Singular-Klasse | Plural-Klasse | Plural-Klasse |
| 1               | m- / n-         | 2             | ba-           |
| 3               | –               | 4             | mi-           |
| 5               | le-             | 6             | ma-           |
| 7               | –               | 8             | be-           |
| 9               | –               |               |               |